# Errazurizia multifoliolata
Errazurizia multifoliolata là một loài thực vật có hoa trong họ Đậu. Loài này được (Clos) I.M.Johnst. miêu tả khoa học đầu tiên.